# Lauterstein
Lauterstein là một thị trấn thuộc huyện Göppingen ở Baden-Württemberg ở miền nam Đức. Đô thị này có diện tích 23,32 km², dân số thời điểm 31 tháng 12 năm 2020 là 2583 người. Thị trấn này có cự ly 15 km về phía đông Göppingen, 11 km về phía đông nam Schwäbisch Gmünd.